# Tiếng Maguindanao
Tiếng Maguindanao hay Tiếng Maguindanaon là ngôn ngữ của người Maguindanao ở tỉnh Maguindanao, Philippines. Cũng có một số người sử dụng ngôn ngữ này ở những nơi khác trên đảo Mindanao như Thành phố Zamboanga, Thành phố Davao và Thành phố General Snatos cũng như các tỉnh Cotabato, Sultan Kudarat, Nam Cotabato, Sarangani, Zamboanga del Sur, Zamboanga Sibugay, cũng như Metro Manila.
Tiếng Maguindanao là thành viên của nhóm ngôn ngữ Mindanao thuộc Ngữ tộc Malay-Polynesia trong ngữ hệ Nam Đảo.